# Cuarta pared
La cuarta pared es un término que describe la pared invisible imaginaria que está al frente del escenario de un teatro, en una serie de televisión, en una película de cine o en un videojuego; a través de la cual la audiencia ve la actuación de los personajes. En otras palabras, es lo que separa la vida de los personajes del espectador, sea en el medio que fuere. El concepto fue formulado por primera vez por el filósofo y crítico Denis Diderot y retomado de forma más amplia en el siglo XIX, con el advenimiento del teatro realista, luego por el actor y director André Antoine que quería recrear la verosimilitud en el escenario. Se utiliza el término "romper la cuarta pared"  para referirse a la acción de uno o varios personajes que interactúan con el público espectador. Un buen ejemplo es el de Malcolm en la serie Malcolm in the Middle, que suele dirigirse al público cuando dice lo que piensa antes de realizar una acción.

## Historia

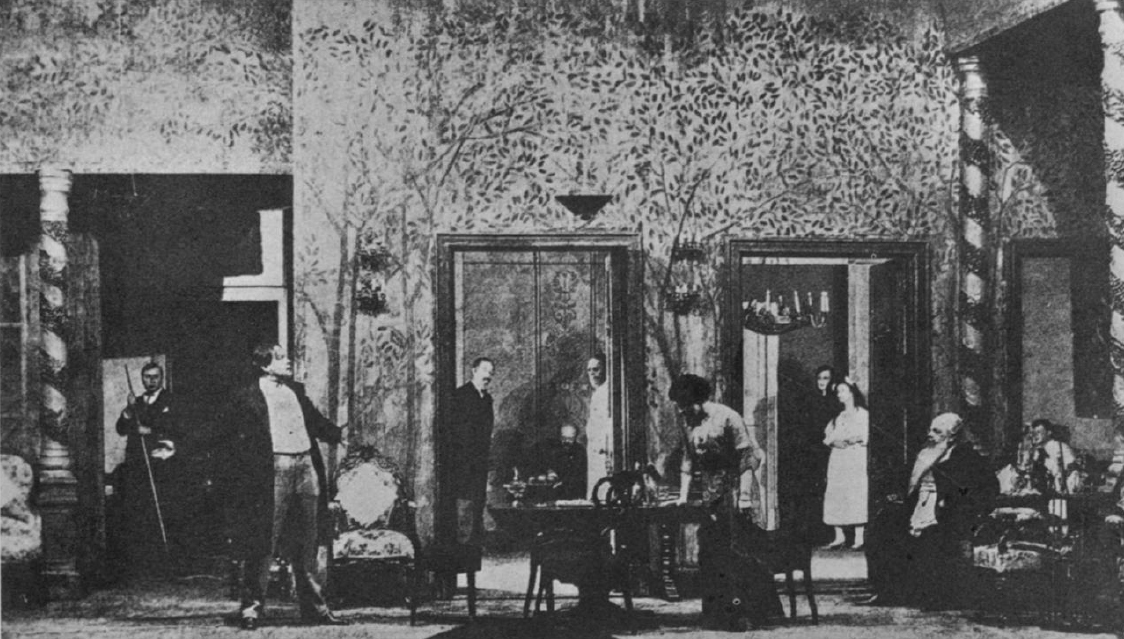
Se usó el principio de la cuarta pared en el escenario cuando el Teatro del Arte de Moscú estrenó en 1904 la producción de Anton Chéjov El jardín de los cerezos en la arquitectura del proscenio.

Denis Diderot, en su Discurso sobre la poesía dramática (Discours sur la poésie dramatique), había formulado la idea de que un muro virtual debía separar a los actores de los espectadores: "Imaginad justo al borde del teatro un gran muro que os separa del escenario: interpretad como si la tela no se levantara." Otra explicación de la estética de la cuarta pared la ofreció Henri Beyle, "Stendhal", en el siglo XIX: "La acción ocurre en una sala en la que uno de los muros ha sido levantado por la varita mágica de Melpómene y ha sido sustituido por un hueco. Los personajes no saben que hay ahí un público." El concepto pasó de ahí al teatro del realismo teatral del siglo XIX y al Teatro del Arte de Moscú, cuyo dramaturgo Konstantín Stanislavski lo aplicó a El jardín de los cerezos de Chéjov.

## Romper la cuarta pared
Romper la cuarta pared, o romper la cuarta pantalla, es un término original del teatro que se ha adaptado a cine, televisión, videojuegos, cómics, manga e incluso al juego de rol. Concretamente en el caso del cine, cuenta con una nomenclatura específica, donde los personajes se mantienen en el off homogéneo hasta que se dirigen de algún modo a los espectadores, en cuyo caso hablamos del off heterogéneo. En definitiva, sucede cuando algún personaje toma consciencia de que lo es, dejando momentáneamente de representar su papel.

### Teatro
En el teatro, las acciones ocurren dentro de tres paredes, una a la izquierda, una a la derecha y una al fondo. La cuarta pared es, figurativamente hablando, la que separa al público de lo que ocurre en escena. Pero si de pronto un actor se dirige al público para pedir su participación o si el guion exige interactuar con los espectadores, entonces se dice que se está rompiendo la cuarta pared. De esta definición se excluye el clásico concepto del aparte en el cual un personaje expresa en voz alta pensamientos en su mente o palabras que en la acción se supone murmura en voz baja para evitar ser oído por otros personajes en escena.
Un ejemplo clásico se da en la versión teatralizada de Peter Pan cuando se pide a los espectadores que aplaudan para salvar a Campanilla.

### Cine
Una de las primeras rupturas registradas de la cuarta pared en el cine fue en la película muda de Mary MacLane de 1918 Men Who Have Made Love to Me, en la que la enigmática autora, que se retrata a sí misma, interrumpe las viñetas en la pantalla para dirigirse directamente a la audiencia.
Oliver Hardy fue también uno de los primeros actores en introducir este recurso cuando, tras alguna torpeza de fatal consecuencia cometida por su compañero Stan Laurel, mira con gesto resignado al espectador, como buscando la comprensión de este (a pesar de ser uno de los gags más exitosos de la pareja, se considera que fue la única aportación original de Hardy al humorismo del dúo; puesto que Hardy se limitaba a poner en escena las ocurrencias guionísticas de Laurel, que era el genio creativo). Este recurso de Oliver Hardy fue copiado en la época, con gran éxito, por el actor infantil Spanky McFarland en la serie cinematográfica Our Gang. En algunas películas de superhéroes, personajes de distintas sagas de superhéroes, como Harley Quinn, Iron Man, Aquaman y Deadpool, rompen la cuarta pared en numerosas ocasiones, especialmente mientras están contando su historia.
En el caso de Funny Games, de Haneke, la ruptura de la cuarta pared se da en el momento en el que el personaje mira a cámara y guiña el ojo, haciendo al público partícipe en la narración. En el The Emperor's New Groove Kuzco pausa la película en numerosas ocasiones. 
En el El lobo de Wall Street el villano protagonista Jordan Belfort cuenta a la audiencia la historia de su vida durante toda la película mediante una voz en off.

### Televisión
En varios programas infantiles los personajes o una voz en off hablan al público infantil para que se entretenga sin que los niños sepan que es ficción. Los Simpson y Padre de Familia en numerosas ocasiones han roto la cuarta pared y personajes como los Looney Tunes y Disney rompieron la cuarta pared. En algunos productos para la televisión del Universo Cinematográfico de Marvel, por ejemplo en What If...? el vigilante hace de guía a los espectadores por el multiverso, en She-Hulk: Attorney at Law She-Hulk rompe la cuarta pared en numerosas ocasiones hasta colarse en la sede de Marvel Studios y hablar con la inteligencia artificial K.E.V.I.N., quien es la creadora del MCU y en el The Guardians of the Galaxy Holiday Special, concretamente en una escena poscréditos, Rocket Raccoon le dice a Cosmo que necesitan otro especial de Navidad después de Groot se cargara parcialmente la Navidad. 
En la serie de Netflix Narcos y en su spin-off Narcos: México los protagonistas de distintas temporadas hablan a la audiencia de la historia del narcotráfico mediante la voz en off.

### Videojuegos
En el mundo de los videojuegos también se rompe mucho la cuarta pared señalando a los jugadores que juegan al videojuego en concreto. En Super Mario 64 una cabeza de Mario se nos presenta en la pantalla con su frase "It's a Me, Mario!". En Metal Gear Solid, el villano Psycho Mantis investiga la tarjeta de memoria del jugador y comenta sobre los juegos de Konami con la partida guardada en la tarjeta. En la saga Monkey Island los personajes se dirigen al jugador y hacen referencias a que forman parte de un videojuego. En la saga Batman: Arkham cuando somos derrotados; los villanos se burlan contra el superhéroe rompiendo la cuarta pared. En los Discovery Tour de la saga Assassin's Creed hay varias rupturas de la cuarta pared, por ejemplo el historiador de la secta de los Asesinos Shaun Hastings habla cómo se creó el videojuego por parte de los desarrolladores. La trama del juego OneShot gira en torno al mundo ficticio del juego siendo una simulación en el ordenador del jugador, con algunos personajes siendo conscientes de esto e interactuando en múltiples ocasiones directamente con el jugador. En algunos juegos de la saga The Sims, los sims (personajes) hacen referencia a que tal vez están en una simulación. En GTA V, Michael De Santa menciona que a veces siente que alguien más lo controla, y en otra misión Franklin Clinton mira directamente al jugador después de un diálogo con Lamar Davis. En Honkai: Star Rail, al final del primer arco de la historia, el personaje Sampo habla directamente hacia la pantalla, dedicándole la historia al público —los jugadores— y cuestionándose si esta misma "les trajo un poco más de alegría a sus vidas".

### Cómics
En los cómics también hay ejemplos de la cuarta pared, un ejemplo de esto es el antihéroe Deadpool quien en una que otra ocasión interactúa con los lectores y en algunas veces, el es consciente de que el es solo una historieta, tal y como se le ve en una historia de un universo alterno donde mata a todos los personajes de Marvel; pero antes la hacía, la superheroína y abogada She-Hulk  en los años 80 en las portadas que presentaba. En algunas historietas de Mortadelo y Filemón, del dibujante español Francisco Ibáñez, se rompe la cuarta pared incluso simulando golpear al lector. En el número 26 de la primera serie del cómic Animal Man de Grant Morrison, Buddy Baker es capaz de romper la cuarta pared y ver al lector y dice: «¡Puedo verte!». De igual modo se considera que los narradores rompen la cuarta pared cuando interrumpen la acción para contarle algo al público.